# ココア

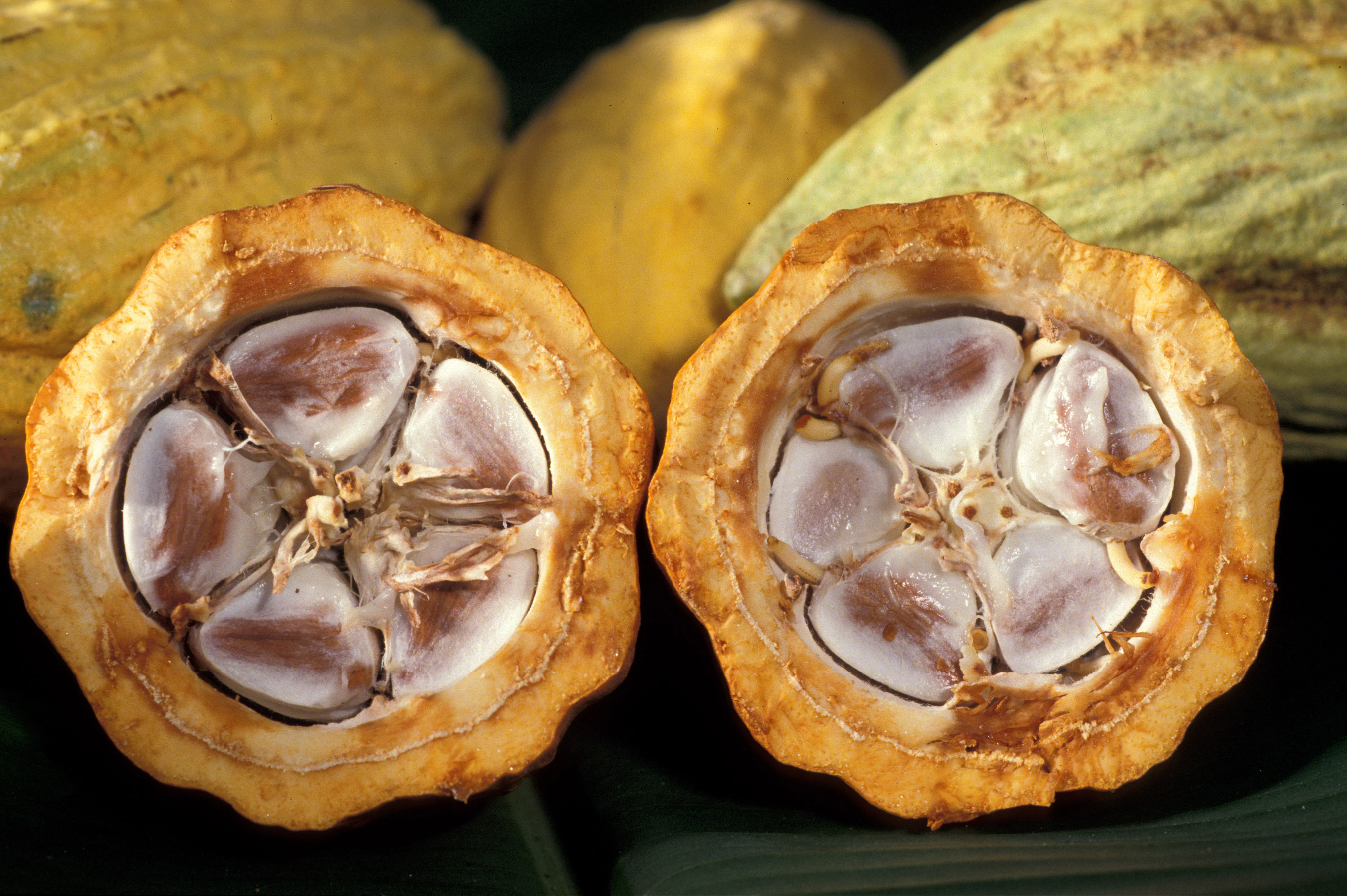
カカオの実の中のカカオ豆。

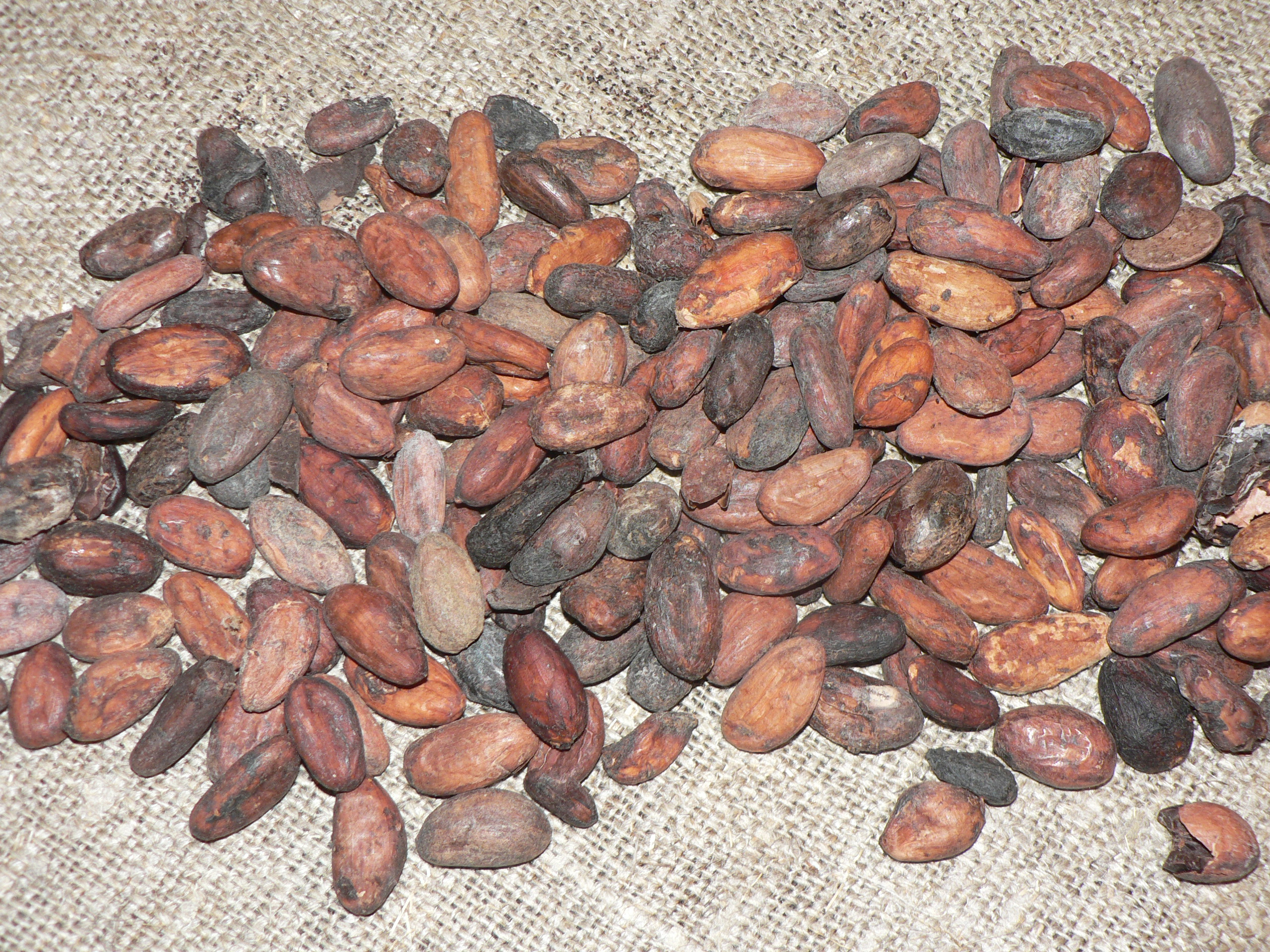
焙煎前のカカオ豆。

ココア（cocoa、英語発音: [ˈkoukou] コウコウ  聞く）とは、広義には、カカオ豆およびカカオ豆を原料とするチョコレートの各種中間製品（カカオペースト（カカオマスを滑らかにしたもの）、狭義のココア、ココアバターなど)、狭義には、カカオマスの油脂分(ココアバター)を減らした固形物、または、その粉末ココアパウダーや、ココアパウダーを溶かした飲料の略称である。以下では主に狭義のココアを説明する。
飲料のココアとホット・チョコレートには厳密な区別は存在しない。区別をする場合、例えば飲料のココアは、ココアバターを減らすことで粘性を低くし飲みやすくするためにココアパウダーから作られ、ホット・チョコレートは、ココアバターをより多く含んだクーベルチュール・チョコレートから作られる、などと区別する。

## ココアの製法
ココアの原料はカカオの種子（カカオ豆）である。ココアはカカオ豆を発酵・焙煎させた後、種皮と胚芽を取り除いてすり潰したカカオマスからココアバターと呼ばれる油脂分を搾油した残りのココアケーキとして得られる。ココアケーキを粉砕しココアパウダーにする。さらにココアパウダーに砂糖や粉乳を加えて「調整ココア」にする場合が多い。
ココアパウダー（ピュアココア）はカカオマスをある程度脱脂した後、粉末にしたもので約300粒のカカオ豆からおよそ1kgのココアパウダーが取れる。ピュアココアにもココアバターは11 - 24%含まれている。油分0%のココアパウダーは法的な基準を満たさないため、「ココアパウダー」とは呼ばれない。
なおココアパウダーを生産する際、パウダーが水やミルクに添加されたときに生じる凝集や沈殿を防ぐ目的で、ほとんどのカカオリカーにアルカリ剤が添加される。このアルカリ化は19世紀のオランダで開発されたため、ダッチ・プロセスと呼ばれる。

## ココアの飲み方
純ココア（ココアパウダー）を用いる場合はココアパウダーと砂糖、少量の熱湯（または牛乳）を混ぜ弱火でペースト状になるまでよく練る。これを牛乳で伸ばして飲み、さらに生クリームやシナモンを添えることもある。1人分、ココア5gである。ココアを溶かす際は、水（または牛乳）を加える前に、砂糖とよく混ぜ合わせておくとダマになりにくい。また、ココアパウダーをコンデンスミルクに練りこんでペースト状にしても、ダマにならず容易にお湯に溶ける。牛乳の代わりに豆乳を用いたものもある。
飲む際の手間を省くため「ミルクココア」「アーモンドココア」「フレーバーココア」などといった名前で牛乳や湯を注ぐだけで飲める粉末のものや「練ココア」としてペースト状になったものも販売されている。こうしたものは「チョコレート類の表示に関する公正競争規約」では「調整ココア」に分類され、同規約では「ココアパウダーに糖類、乳製品、麦芽、ナッツなどを加えて飲みやすくしたもの」と定められている。
喫茶店ではコーヒーや紅茶と並んで定番のメニューでもあり、ホイップクリームを浮かべたウィンナーココアやミルク分を多くしたココア・ラテなどのメニューが存在する。夏季には冷やして供されることもある（アイス・ココア）。
ほとんどの場合ホット・チョコレートはチョコレートソースかチョコレートシロップを溶かして提供される。純ココアが粉っぽい風味なのに対してホットチョコはココアバターの多さと乳化剤の影響で滑らかで、かなり風味が異なる。ただし「調整ココア」はココアバターを除く多くの油脂と乳化材を添加し、湯に溶けやすくしているため、よりホットチョコレートに似ている。

## 歴史

### カカオの起源
カカオはアメリカ大陸に自生している。カカオは今日の南米のアマゾン川流域、アンデス山脈山麓東部およびオリノコ川流域が起源といわれる
。しかしながらスペイン人到来のはるか以前にもその後同様にこれらの地域で栽培されていたため、過去においてどれだけ広域であったかについては不明瞭である。カカオは古代マヤ族によって中米に伝わりオルメカ、トルテカ帝国、アステカによりメキシコで栽培され、スペイン征服前にはメソアメリカとカリブで共通通貨として用いられた。
カカオは、15世紀のメソアメリカでの重要な商品であった。エルナン・コルテスによるスペインのメキシコ征服の年代記にて、アステカの皇帝モクテスマ2世が金のゴブレット（酒杯）で給仕され金のスプーンで飲むチョコレート以外何も飲まなかったことが記されている。チョコレートはバニラと香辛料で風味付けされ、口で溶けるようにホイップされていた。モクテスマ2世は日常で50杯、貴族会議では200杯以上飲んでいたといわれている。

### ココアの発明
チョコレートはスペイン人により16世紀初頭に欧州へ伝わり、当初は病人に与える薬のように飲用された。17世紀初頭にスペイン国王フェリペ3世の娘アナ（アンヌ・ドートリッシュ）がフランス国王ルイ13世に嫁いだことをきっかけとしてフランスにも伝わり、17世紀中期に一般的な飲み物となった。スペイン人はまた、カカオ栽培を西インド諸島およびフィリピンに伝えた。
カカオは、17世紀のスウェーデンの自然科学者カール・フォン・リンネの植物分類学により初めて植物学名が与えられTheobroma（神の食物） cacaoと呼ばれた。
17世紀以前にヨーロッパで飲まれていたチョコレートはスプーンを立てても倒れないほど濃い飲み物であり、18世紀になると牛乳を加えるようになったが大差なかった。単にカカオをすりつぶしただけでは油脂分が多く、湯や牛乳に溶けにくい難点があり、1828年ごろにオランダのカスパルス・ファン・ハウテン
（1770年-1858年）が、カカオマスから油脂を分離し粉末化する手法を開発し、ココアと名付けて売り出した（バンホーテン参照）。カカオマスからココアバターを分離するようになるまでココアという言葉はなく、固形にも液体にもならないペースト状のチョコレートのみが存在していた。脱脂することで当時の技術でも細かい粉にすりつぶすことができるようになり、湯に溶けやすくなった。

### チョコレートの発明
ここまでのココアパウダーはもっぱら飲料にするために開発され、油脂分のココアバターは副産物として利用価値が低かった。その後、ココアバターを再利用する形で初めて固形チョコレートが発明された。ココアパウダーに元のカカオマスより多くのココアバターを混ぜ合わせ調整すると固形チョコレートが実現する。
現在の主な製法ではチョコレートの固形分はカカオマスから直接作り、足りないココアバターが加えられる。固形チョコレートを作るためにも一定量のココアバターが必要になり、ひいてはココアが生産される。チョコレートの原料としての意味でも、両者は異なり、別に作る必要がある。なるべくココアパウダーは飲料にする分だけ、かつチョコレートにココアバターを供給する分だけ作る。最終消費者の嗜好により完全にバランスさせることは困難だが、当初より、ずっと有効利用できるようになった。

### 日本での歴史
フランスに留学していた徳川昭武の日記に、慶應4年8月3日（1868年9月18日）の出来事として「朝8時、ココアを喫んだ後、海軍工廠を訪ねる」とあり、これは日本人がココアを飲む様子が書かれた最古の史料である。
1918年（大正7年）に森永製菓が田町工場において日本で初めて、カカオ豆からチョコレートの一貫生産を開始した。同年8月原料用ビターチョコレート、10月ポケット用ミルクチョコレートを発売している。この頃から板チョコレートの量産化でチョコレートの普及が進み始め、また、価格も輸入品に比べて安くなった。1919年（大正8年）にミルクココアを発売したのが日本製のココア第一号である。また、2016年森永製菓により立冬の日がココアの日として制定された。

## チョコレートの製法

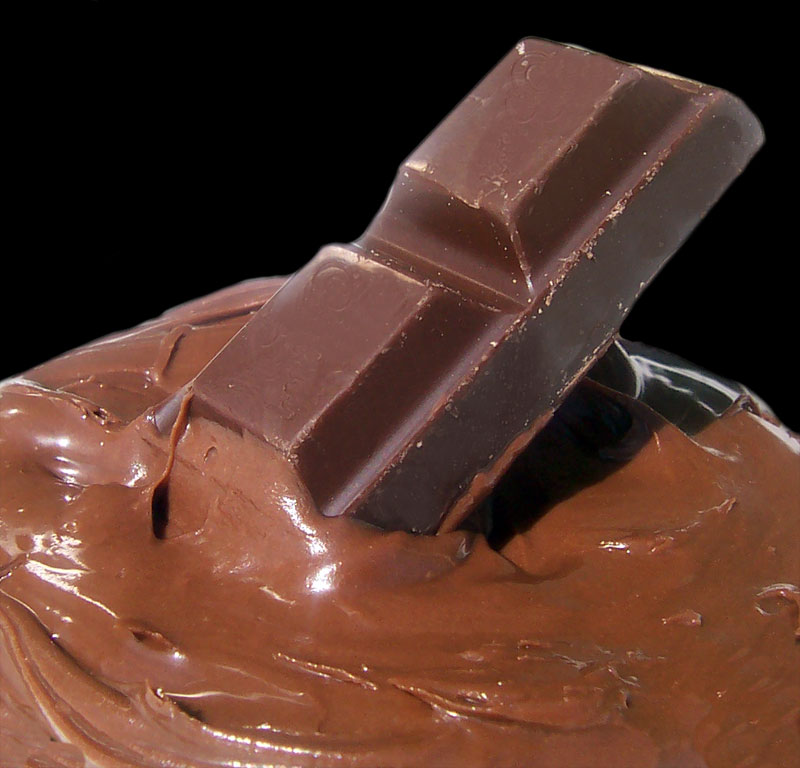
チョコレート

1kgのチョコレートを作るには、必要に応じて通常300から600gのカカオ豆を原料とする。工場では混入した砂、鉄、カカオ豆以外の植物の組織などの異物を磁石や吸引、ふるいにかけるなどして除去する。こうした工程を経た後、カカオ豆は焙煎され、粉砕されて外皮がふるい分けられる。残った胚乳部はカカオニブと呼ばれ、これを磨砕してペースト状にしたカカオマスをベースとし様々な方法でカカオリカーまたはココアペーストと呼ばれる厚いクリーム状のペーストを作る。カカオリカーは更に（多くの）ココアバターと砂糖（場合により乳化剤としてのレチシンとバニラ）を加え次に精製（微粉砕）、練り上げ（コンチング）、調温（テンパリング）を行いチョコレートに加工される。
高品質のココアバターは、カカオリカーを水平プレス機で圧搾することで得られる。搾油の残滓であるココアプレスケーキを粉砕したものがココアパウダーである。この工程ではカカオマスを約50%のココアバターと50%のココアパウダーへと分離する。ココアバターはチョコレート、チョコバー、他の菓子、石鹸、および化粧品の製造に使用される。

## ココア消費による健康の影響
チョコレートおよびココアは多くのフラボノイド、特に循環器に有益な健康の影響を与えるカテキンを含んでいる。フラボノイドが豊富なココアの食物摂取は一酸化窒素循環の急激な上昇、循環器を介した血管拡張および微小循環系の増大と相関する。
フラボノイドが豊富なココアの長期摂取は循環器系に有益な健康の影響を与えるが、これは純粋なココアとブラックチョコレートを示すことに注意すべきである。ミルクチョコレートでの牛乳の添加は単位あたりのココアの量を減らし不飽和脂肪を増加させ、場合によってはココアの心臓への健康の利益を否定する可能性がある。それでもやはり研究では引き続き、ブラックチョコレート消費による短期間のLDLコレステロール値の改善が発見されている。
ハーバード大学医学部のホレンバーグらは、ココアの摂取量が非常に多いパナマのクナ族のココアとフラボノイドの影響を研究した。研究では島に住むクナ族が島の住民ほどココアを飲まない本土の人と比べて、心臓病や癌の率が有意に低いことが分かった。フラボノイドが豊富なココアの消費により改善された血液循環が、心臓や他の臓器の健康に有益な影響を与えたと信じられている。特に有益な影響は脳に達し、学習と記憶に重要な好影響をもたらす可能性がある。
アメリカの医学専門誌であるArchives of Internal Medicine（JAMAアーカイブジャーナルのひとつ）の2007年4月9日号で発表された研究「血圧に対するココアとお茶の影響：メタアナリシス（Effect of Cocoa and Tea Intake on Blood Pressure: A Meta-analysis）」によると、ココアに富んだ食事は血圧を下げるようであるが緑茶や紅茶ではそのような結果は認められなかった。
ココアには、血管収縮作用を有するチラミンが含まれているので、ココアを飲んでから数時間後にココアの血管収縮作用が消える際に血管が拡張する反動の影響として頭痛を引き起こすことがある。チョコレートアレルギーも参照のこと。

### 人間以外の動物の消費
チョコレートは人間だけでなく、他の数多くの動物も惹き付ける食物である。しかしながらチョコレートおよびココアには多くのキサンチン、特にテオブロミン、およびより少ない範囲であるがカフェインが含まれ、犬と猫を含む多くの動物の健康に有害である。これらの成分は人間には望ましい効果を与えるが多くの動物では効率的に代謝できず、心臓と神経系に問題を引き起こし多量に消費した場合は死に至る。
しかしながら2000年代の中期に、キサンチンの濃度が低いココアの派生物がペットの消費に適するよう専門の産業により設計され、ペットフード産業は動物に安全なチョコレートとココア風味製品を提供することが可能となった。これにより食物繊維とタンパク質を多く含み、砂糖と他の炭水化物を控えた製品となった。その結果、ココアの健康的で機能的なペット製品の作成が可能となった。

## ココア市場
ここでのココアはチョコレート原料としての広義のココアである。カカオ豆、ココアバターおよびココアパウダーはロンドンとニューヨークの2カ所の商品取引所で取引されている。ロンドン市場は西アフリカ産を、ニューヨーク市場は東南アジア産のものを主に扱う。ココア市場は世界最小である。ココアバターとココアパウダーの先物価格は、豆の価格に比率を掛けることで決定する。バターとパウダー合算の比率はおよそ3.5の傾向であった。合算比率が3.2を下回る場合、利益を上げられなくなるため、いくつかの工場ではバターとパウダーの抽出を停止し、代わりにカカオリカーのみを取引する。

## ココア・ブーム
1963年に狼少年ケンのシール付きココア「まんがココア」が大ヒット。これを飲んで初めてココアの味を知った人も多かったという。
1995年に第8回チョコレート・ココア国際栄養シンポジウムでココアの健康効果についての学術発表がなされ、それをもとにみのもんたが司会をしている日本テレビの番組『午後は○○おもいッきりテレビ』で「ココアはポリフェノールを含む健康飲料であり、ピュアココアに入っているリグニン（食物繊維の一種）が腸管の掃除に役立つ（朝に飲むと効果的）」として紹介され1996年冬に一時社会現象にまでなりスーパーマーケット等小売店では関連商品の売切れ及び品薄が相次いだ（健康ブームを参照）。

## 成分
- テオブロミン
- カフェイン
- ポリフェノール
- 食物繊維
- 亜鉛
- 鉄分
- 銅
- マグネシウム
- カリウム